# Irisbus Agora 12M
Irisbus Agora 12M – niskopodłogowy autobus miejski, produkowany w latach 1995–2005 przez koncern Renault w zakładach mieszczących się w miejscowości Annonay oraz montowany w zakładach Karosa pod własna marką.

## Historia modelu
W maju 1995 roku przedstawiono następcę produkowanego od 1987 roku średniopodłogowego autobusu miejskiego Renault R312. Produkcję nowego modelu o nazwie Renault Agora ulokowano w największej ówczesnej fabryce autobusów koncernu Renault, która znajduje się w miejscowości Annonay we Francji. W 1996 roku rozpoczęto montaż tego modelu w zakładach czeskiej firmy Karosa, której udziałowcem od 1993 roku jest koncern Renault. W Czechach pojazdy te montowane były z wykorzystaniem kompletnych szkieletów nadwozia przywożonych z Francji, sprzedaż ich odbywała się jedynie na rynku czeskim oraz słowackim pod nazwą Karosa Citybus 12M. W oparciu o konstrukcję Agory opracowano model trolejbusu wytwarzanego przez czeską Skodę i rumuńską Astrę.  W 2001 roku model ten przeszedł niewielką modernizację, w wyniku której zmniejszono wysokość poziomu podłogi w ostatnich drzwiach z 565 mm do 320 mm. W tym samym roku rozpoczęto sprzedaż tych autobusów pod marką Irisbus jako Irisbus Agora i Irisbus Citybus 12M, dla pojazdów montowanych w Czechach. 22 kwietnia 2004 r Irisbus wygrał przetarg o wartości blisko 100 mln euro na dostarczenie 404 pojazdów dla ateńskiej OASY, z czego 283 pojazdy stanowiły wersje napędzane silnikiem wysokoprężnym i 121 wersji zasilanej CNG. Produkcje zakończono w 2005 roku po wyprodukowaniu 11 066 autobusów (razem z bliźniaczym modelem marki Heuliez), z czego około 500 zostało zmontowanych przez Karosę. Ostatni egzemplarz został dostarczony do RATP 8 lutego 2006 r. Następcą modelu stał się Irisbus Citelis.
Napęd pojazdu zapewniały m.in. silniki Renault MIDR 06.20.45 o mocy maksymalnej 186 kW (253 KM). Od 2001 roku stosowano silniki firmy Iveco typu IVECO Cursor F2BE0682D o mocy maksymalnej 180 kW (245 KM), IVECO Cursor F2BE0682C o mocy maksymalnej 213 kW (290 KM) oraz IVECO Cursor 8 CNG, o mocy maksymalnej 200 kW (272 KM). Były one łączone z automatycznymi skrzyniami biegów ZF 4HP502, a w modelach zasilanych gazem CNG – VOITH D 851.3. Stosowano również osie przednie Irisbus E70XH, i tylne ZF AV 132.80.

### Irisbus Agora CNG
Agora w wersji CNG doczekała się nowego silnika Cursor 8 CNG o pojemności 7,8 l spełniający wymogi Euro 5 i EEV (Enhanced Environmentally-friendly Vehicle - emitujący do 50% mniej cząsteczek sadzy niż wymaga tego norma). Mógł występować w dwóch wersjach mocy - 210 lub 272 KM.Silnik wykorzystywał technologię stechiometryczną, która zapewnia najniższą możliwą emisję i jest najmniej wrażliwy na zmiany jakości gazu. Posiadał wielopunktowy sekwencyjny wtrysk fazowy i regulację elektroniczną opracowaną przez centrum badawcze Fiata. Pełnia kompatybilność z silnikiem wysokoprężnym Cursor 8 ułatwiała konserwację.
Bezpieczeństwo pojazdu wyposażonego w 8 zbiorników kompozytowych o pojemności 155 litrów każdy, zapewniały mocowania zbiornika odporne na uderzenia do 6,5 G, ciśnienie sztywnych przewodów gazowych - 1000 barów, czujnik kolizji zapewniający wyłączenie silnika w razie wypadku.
Irisbus opracował filtr cząstek stałych z aktywną regeneracją. Elektroniczna kontrola temperatury filtra gwarantowała optymalne funkcjonowanie i poziom emisji, niezależnie od warunków, w jakich pojazd jest używany. Zapewnia to również ochronę filtra przed zapychaniem i uszkodzeniem.